# 西安电子科技大学
西安电子科技大学（英語：Xidian University），简称西电，历史上曾称西军电，是一所位于中华人民共和国陕西省西安市的公立大学，隶属于教育部，学校是1959年中央确定的首批20所全国重点大学，国家首批“211工程”和「优势学科创新平台项目」重点建设高校，“111计划”重点建设高校，入选“2011计划”，是中国最早的2所国防工业重点军校之一（哈军工、西军电并称）。学校前身是1931年诞生于江西省宁都县小布村的“无线电训练班”，1958年学校迁址西安，1966年转为地方建制，1988年定为现名。

## 概况
截止2017年8月，学校共有在校全日制研究生10000余人，其中硕士生9000余人，博士生近1700人，各类在校生30000余人，设有研究生院。西安南，北两校区，南校区内主要为本科生，北校区为研究生。设有通信工程学院等18个学院，2个国家一级重点学科（覆盖6个二级学科）、1个国家二级重点学科，34个省部级重点学科，27个博士学位授权点（覆盖了理学、工学、军事学3个学科门类），63个硕士学位授权点（覆盖了文学、法学、教育学、管理学、理学、工学、军事学7个学科门类），对本科专业的覆盖率已达95%以上。现有4个国家级重点实验室、6个教育部重点实验室和16个省部级重点实验室。建有7个博士后工作流动站，可在“通信与信息系统”等24个专业学科接收博士后研究人员。2012年教育部全国第三轮一级学科评估结果中，“信息与通信工程”学科全国排名第二，“电子科学与技术”学科全国排名第四。

## 沿革
1931年1月28日，红一方面军总司令朱德、总政治委员毛泽东签发命令，红一方面军总部立即创办“无线电训练班”。1931年2月，“无线电训练班”在江西省宁都县小布村正式成立并开课。1932年1月，“无线电训练班”更名“中央革命军事委员会无线电学校”，下设报务、机务两个专业，驻江西省瑞金县洋溪，是中国共产党所创建的第一所工程技术学校。
1933年3月更名“中国工农红军通信学校”，并在报务、机务两个专业外，增设电话、司号旗语班。1934年10月中国工农红军通信学校随红一方面军开始长征，这时已经办到第11期。长征途中，学校被编为“军委通信团通信教导大队”，但保留学校建制，并利用战斗间隙继续教学。1935年6月，红一方面军和红四方面军在懋功会师后，与红四方面军无线电训练班合编为中国工农红军总司令部通信学校。
西北工委无线电训练班是1935年7月在延川县永坪镇建立的，负责人吴泽光原在延长油矿电报局任局长。红二十六军攻占延长时，吴泽光参加了红军，在西北工委领导下办起了无线电训练班。中央红军时，该训练班已招收了3期学员，1935年7月第1期学员4人：李洁奎、王精锐、张振文、景生智。第2期学员9人都来自红二十五军：萧永昌、杨发科（杨杰）、徐思铎、彭绍坤、张福庭、宋润华、潘合晏、陈生贵、廖肇全（廖辉）。第3期开学时，中央红军长征正好抵达陕北，所以有陕北学员薛希仁、马鹤鸣和刘克东等，红一方面军调来的学员刘长生、肖贤法、王兴、胡平山、温凤山、俞占鳌、邱世淮、孙道会、吴德山、姚士禄、赖观水、吴豫彬、温储金、罗木清、梁茂成等。第4期于1936年3月开学，同年6月毕业。第5期1936年9月1日毕业离校。
中央军委直属的通信教导大队与西北军委无线电报务训练班合并为“军委通信学校”，驻保安县。校长吴泽光，政委曾三/魏宏亮/张振球等。1936年12月会宁会师后，与“中国工农红军总司令部通信学校”合并为“中革军委通信学校”，驻瓦窑堡，1937年8月迁入陕西延安，在川口、盐店子长期办学，通称“延安通校”。在延安办学12年，培养了17期学员近千名。从1937年底11期起，学生的来源主要是在抗大、陕公和职工学校学习过的青年知识分子和青年工人。1938年5月，第12期开学，学员61人，6个月后毕业。
1939年中，红军西路军突围到新疆的余部在迪化办的无线电训练班完成两期培训后，师生大部分调回延安并入。1941年下半年，抽调了十五六位老红军通信干部，有黎东汉、龙振彪、徐明德、田宝洪、严成钦、江涛、刘泮林、何祥昆、孙勇、冯云卿、徐定选、邓国军等人，办了一个干训班，培训的主要内容是文化基础和电学基本知识、机务技术。1942年春更名“中央军委电讯工程专门学校”，简称“电专”、“电信工专”。但长期还是叫通校。驻延川，吴泽光去中央党校学习，王诤兼任校长，程明升任教育长。学校政治协理员邓典桃。又调来刘洪涛当政委。1944年4月，无线电工程课讲完，林迈可回国。1944年，创建中央军委气象队。1944年吴泽光同志又调回来当校长，程明升调回材料厂，钟夫翔任总支书记，王曙任校务处长。
1941年3月，晋察冀军区司令部三科材料股成立无线电研究组。1941年底太平洋战争爆发，部分国际友人在中国共产党帮助下逃离日占区北平、天津抵达晋察冀边区，其中有燕京大学物理系主任班威廉教授及夫人，经济系讲师林迈可及夫人。经聂荣臻司令员恳留，班威廉、林迈可成为无线电研究组的导师。1941年底各分区调至无线电研究组的人员陆续到达，共11人：组长张宾，副组长林爽，成员有刘兆生、常家明、潘家晋、张中甫、赵干青、史铁夫、刘坚、崔青吉、雷振武等9人。1942年3月，除研究组原全体成员11人外，还增加了陪班威廉夫妇、林迈可夫妇、从平西到晋察冀的王士光，以及晋察冀军区无线电训练班教务主任韩克树，这时研究组共13人。1943年春，晋察鲁豫又派5人参加学习：韩黎、吴本毅、吴立中、张芝荪、刘一青。另有金鑫来的时间比上述5人略早。此时研究组正式改称高级班。1943年反“扫荡”后期，在班威廉夫妇要求下，聂荣臻司令员派部队护送他们赴延安。后他们经重庆离开中国。此后研究组成员分到各地区、各部门工作。
1945年日本投降后，各解放区很快扩大，延安电讯工程专门学校派出大量人员赴前线工作，学校规模随之缩小。留校教员、学员在校长吴泽光率领下，至河北省，于1945年10月在河北省武安县百官村创建的“晋冀鲁豫军区通信学校”。校长兼政委吴泽光（晋冀鲁豫军区司令部三处处长兼），副校长梁骥，副政委贺伯升，教育科科长徐书洪，教务主任赵传璧。后任政委秦华礼。到1948年5月合并培养了500多名报务员。
抗战胜利时，晋察冀军区通信联络处教育科领导晋察冀军区无线电训练队，培训报务员。韩克树科长和林爽副科长抓电训队的教学领导工作，又亲自任教；电训队队长周石夫负责电训队行政生活管理。1946年3月电训队机务班开课，原计划学习两年。1946年6月底晋察冀军区从张家口撤退，一批高级知识分子从国统区到解放区参加革命，其中无线电工程及通讯人才先后调到晋察冀军区无线电训练大队工作，驻阜平县上店、下店和张家湾。编机务班、电话班、报务班和调配班。1947年3月，无线电训练大队改建为晋察冀军区电讯工程专科学校，驻安国县庞各庄。校长曾涌泉（军区副参谋长兼），政委杨村，副校长钟夫翔（军区司令部三处处长兼）、韩克树，教育长林爽。1947年6月，驻保定的国民党军袭扰冀中，学校迁曲阳县南、北水峪村。除培养报务员外，还正式培养大、中专电讯工程技术人员。为此，学校增设了两年半学制的工程班，14名学生入学文化程度相当于高中，毕业学员去电讯设备制造厂、广播电台、电话局；还增设了学制两年的机务班，学生入学文化程度相当于初中，毕业学员能维修当时的15W电台电源设备等；还有学制一年的电话班，毕业学员能装置维修电话单机和交换机，能架设线路及排除故障等。1947年7月，招收了一批新学员，成立了机务二班，报务班、电话班毕业，其中有20多毕业生留校成立了高级报务班继续学习。1949年5月19日，机务班在阳泉王家峪完成两年学制毕业分配。
1947年3月中央军委三局电讯队撤到山西临县，与晋绥军区通信学校合编。1947年底，晋绥军区通信学校一分为二，一部分留在山西继续办学，解放初到西安王曲组成解放军西北通校；另一部分随中央后委迁往河北省平山县，入驻西黄泥村。队长高飞，教务主任柳仁甫，管理员向世清。电讯队的教师，是曾在山西晋绥军区通讯学校任教的中央军委三局电讯技术人员。电讯队的学生，一部分来自晋绥军区通讯学校，是经过初步培训的，约四五十人，一部分是电讯队从山西转移到河北后招收的新生，约七八十人。
1948年3月8日晋冀鲁豫军区“无线电机务训练队”正式成立，学员30多人，隶属军区三局三处（处长王士光）。副队长王新，教员由三处工作人员兼任。
抗战胜利后，为保证美军飞机在延安起降的飞行安全，抽调张乃召、沈亚选、邹竞蒙、曾宪波等11人接管了美军观察组在延安的气象台。中央军委三局所属延安气象台负责人张乃召率领邹竞蒙、曾宪波、张丽、傅涌泉、周鲁女、苏中等6人带着六七匹牲口驮来的福丁式水银气压表（英寸制）、空盒气压表、手持风速表、手摇干湿球湿度表等一大批气象教学器材到获鹿已经是1948年8月18日。很快就参加了陆空通讯班的教学工作，张乃召担任了四队队长。学习内容转成以气象课为主，同时巩固通讯课程。改称为陆空通讯气象专业班。1949年5月课程全部结束后全部调到华北军区航空处训练队（现北京动物园内的原北平气象台），继续学习提高。至1949年10月4日训练队结业。
随着第二次国共内战发展，晋察冀边区和晋冀鲁豫边区连成一片，华北人民政府和华北军区成立。1948年5月中共中央决定，将晋冀鲁豫军区通信学校、晋冀鲁豫军区无线电机务训练队、晋察冀军区电讯工程专科学校、中央军委气象队、中央军委三局电讯队合并为“华北军区电讯工程专科学校”（简称“华北电专”），任命军委三局局长王诤兼任校长和政委，副校长韩克树，副政委杨村，教育长林爽，副教育长周石夫，政治部主任贺伯升，政治部副主任李振纲，后勤和总务赵怀琴。。学校仍直属中央军委。校址位于河北省获鹿县大李庄、符家庄、郑家庄、杜家庄和张家庄一带。1948年5月12日，华北电专正式建校，设校部和三个大队，校部和一大队驻大李庄，二大队和三大队驻符家庄、郑家庄、杜家庄和张家庄。一大队负责培训无线电工程和无线电机修人员共200余学员，二、三两个大队负责培训无线电报务人员共700余人。机务班毕业前学完大部分理论课后，到华北军区司令部三处工艺训练班（阳泉兴隆工厂）实习了3个月，在老师傅的指导下，装配、调试短波无线电收、发报机。学员们还要学习钣金工、钳工和焊接工。为了理论联系实际，学校会让学生制作一些生活学习用品，如油灯、菜盆、铅笔盒等，进一步理解材料学和力学的常识。陆空通讯班的主要教员是国民党驾机起义人员，他们大都是国民党空军通讯学校陆空班毕业，文化水平较高，会英语，懂气象，基本按国民党空军通讯学校陆空班学的教学内容授课。陆空通讯是学习重点，主要包括通讯种类、通讯联系区分及方法、空中报务员应准备的工作、起飞后的联络、无线电定向、无线电着陆实施、遇险通讯等。
1949年3月31日，中央军委通令：“拟即举办一所机要干部学校，……并附设高级研究机构。”1949年4月，军委副主席周恩来亲自指定第四野战军副参谋长曹祥仁负责筹建。1949年6月初聂荣臻代总参谋长决定因北平无房仍在获鹿农村续办的华北电专将其中条件较好之学生180名留校筹办本校，其余600余人就地毕业分配工作，同时积极寻找校舍，草拟开办计划及学校组织，编造预算筹划招生，请教师，调干部。但因校舍问题久悬不决，干部无法集中，其他工作亦无法开展。当时找遍北平城内城外，找不到一所能容纳上万名学生和教职员工的校舍，7月选定张家口东山坡废弃的日军营房。1949年7月，华北电专、中央机要局所属机要干部学校、在哈尔滨的东北军区二局干部训练队迁至张家口。1949年10月中央军委工程学校完成筹建，中央军委正式公布了军委工程学校的一室、四处、六个大队及干部队、报训队、政训队、研究班和22个中队的组织机构。新学校定名为“中国人民革命军事委员会工程学校”（简称“军委工校”，对内称中央军委机要通信干部学校），直属中央军委领导。曹祥仁任校长兼政委，政治处主任贺伯升、副主任兼干部管理处处长康立泽，校办公室主任白枫（即余湛）/井润田，教务处长韩克树、副处长李树政，行政处长李振刚、副处长裴璧；教育长江钟。1949年11月27日举行全校师生员工近3000余人参加的开学典礼，毛泽东主席题词“全心全意为人民服务”，朱德总司令题词“学习科学技术，巩固人民国防”，聂荣臻代总长题词“树立埋头苦干实事求是的优良作风”。中央军委作战部长李涛、通信部长王诤，中央马列学院副教育长杨献珍、哲学教授艾思奇、政治经济学教授王学文、孙定国、陈家康等特意从北京赶来参加开学典礼并作专题报告，察哈尔省党政领导张苏省长、察哈尔军区王平司令员、孙敬文市长等也参加了开学典礼。。学生2747名，其中文化程度专科、大学25%，高中56%，初中以下19%。校址位于河北省张家口市桥东区东山坡原日本兵营基础上扩建。在张家口期间，除了新建了一座教学楼、一幢苏联顾问楼，后期盖了一幢宿舍楼外，院部和各部、处、系、教授会的办公室，医院、子弟小学和幼儿园的用房以及全院人员的宿舍，全部是利用日伪时期留下的旧营房。1950年3月曹祥仁调任中国驻保加利亚大使，毛泽东指示李涛兼任校长兼政委。1950年4月，军委工校结束政治学习阶段，学校进行新的调整，把六个大队分为三个部，开始进入专业学习。军委工校第一部便是通信工程专业部，第一部孙俊人，副主任韩克树。还设了机要工程、情报工程等部。1952年5月根据李涛的建议，中央军委命令，军委工程学校的一部改为中国人民解放军通信工程学院，二部改为中国人民解放军外语学院，三部改为中国人民解放军机要干部学校迁至长春。
1952年，中国第一个五年计划开始实行，全国高校进行调整。1952年2月，大连工学院电讯系全体人员（教授、副教授、讲师和助教24人；一、二年级学生187人）、西南军区通信学校机务工作人员和部分学员并入。1952年5月，中央军委决定，将军委工校第一部扩建为中国人民解放军通信工程学院。训练部长韩克树。设置雷达专业，开始超短波和微波技术研究教学，限于当时的器件供应和加工条件，这期间所开的实验主要在米波波段和分米波波段。1952年6月1日，中国人民解放军通信工程学院正式成立。1952年9月中国人民解放军通信工程学院正式开学。设立有线工程系、无线工程系和雷达工程系。1953年指挥系正式成立招生，培养目标是师、团通信主任和独立营长等职务的人才，学制三年。1953年，院长王诤得知北京农业大学要扩大，准备外迁。1953年12月3日，王诤向代总参谋长聂荣臻提交报告，要求将该院从张家口迁到北京罗道庄的北京农业大学校址。1954年3月15日，聂荣臻致函北京市人民政府，要求将北京农业大学旧校址拨给该院，北京市市长彭真批示同意。1954年4月15日，中央人民政府高等教育部批复同意该院建在罗道庄，不久总参谋长黄克诚也批复同意该院迁到罗道庄。1954年上级决定学校的任务是培养师、军、集团军通信主任；培养无线、雷达、有线工程师。指挥系学制3年，工程系学制5年。1955年1月，更名中国人民解放军军事通信工程学院。1955年8月，更名中国人民解放军通信学院。1955年3月成立了速成系，主要任务是提高中高级通信军官的素质，能担任军区、集团军和军领导机关的通信领导及通信团长、通信教员等职务，学制一年半，该系于1956年并入指挥系为指挥系速成班。1956年3月31日，中国人民解放军总参谋部批准建立“中国人民解放军通信学院西安办事处”，立刻投入在西安市筹建中国人民解放军通信兵学院的工作。1956年由崔仲民（训练部副部长兼军事战术教授会主任）、哈莫洛夫（苏联顾问）和康新（通信教授会副主任）3人组成小组到西安选定了边家村南的校址。1956年8月动工。副院长刘克东和物资保障部副部长韩济负责建校。教学楼是根据苏联顾问的建议，按照苏联列宁格勒红旗通信学院的图纸修建的。
1958年1月，中国人民解放军通信学院更名中国人民解放军通信兵学院。1958年6月24日至8月10日，学院分批从河北省张家口市迁往陕西省西安市。1958年9月1日，正式在西安市的新校址开学。从1958年起，国防科委对学院的规模、专业建设、科研工作都已直接管理，而且给以大量投资。1959年，被列为二十所全国重点大学之一。1960年1月，更名中国人民解放军军事电信工程学院（由此开始被称为西军电），校址仍位于陕西省西安市。1961年11月16日，西军电的雷达、导航系调往重庆，建立“中国人民解放军雷达工程学院”，1962年2月完成，西军电的三分之一的人员设备调往该校，共调去干部、教师、学生3388人，其中教师532人，学生2856人。1961年撤销指挥系，累计招收本科6期，速成班2期，培养训练指挥干部991人，此外还培养了33名越南留学生。1963年2月，国防科委根据军委办公会议决定，制订了西军电和重庆通工院调整方案，将研究设计内容的专业调回西军电，将西军电的有线电及维护使用方面的专业调往重庆；西军电的两个系的无线电工程、通信电子干扰、有线电工程三个专业的1820名学员调往重庆；重庆将雷达工程、无线电导航、防空自动化设备、雷达零部件结构、雷达电子干扰5个专业1803名学生调回西军电，教师也相应做了调整。
调整后，西军电设置无线电工程、雷达导航、控制工程、雷达工程、无线电物理与电子器件5个系，设无线电通信、雷达工程、雷达导航、弹道式导弹控制系统、飞航式导弹控制系统、无线电遥测遥控、电子计算机、防空自动化、雷达机械结构工艺、雷达侦察干扰、信息论、电波传播与天线、微波技术、半导体器件、无线电器件与材料、电真空器件等16个专业，全校学生4922人，教师959人。
1963年9月学院划归国防科委建制领导。
1964年11月，以国防部第五研究院为基础，成立中华人民共和国第七机械工业部，统一管理该行业系统目标装备的研究、设计、试制、生产和基本建设。1965年2月21日，中共中央发出《关于国防部第六、七、十研究院与生产部门合并的决定》：为了适应国防工业进一步发展的需要，科研、设计、生产应该紧密结合，实行统一领导，统筹规划，以便更好地集中力量，更快地掌握尖端技术，加强常规生产；为此中央决定：国防部第六、七、十研究院分别与第三机械工业部、第六机械工业部、第四机械工业部合并，各研究院改属国务院各部领导；中央认为，这样做对生产有利，也对科研有利；对仿制有利，也对自行设计有利；对当前有利，也对长远有利。1965年暑期毕业的国防科委所属军事院校学院，大部分分配到各研究所及工厂，又要脱军装转业。1965年下半年，中央军委决定改变军队所属几所技术院校的体制，转业归地方管理。当时国防科委领导的有8所技术院校，其中5所是地方领导体制（南航、北航、哈工大、西工大、成电），3所由军队管理（哈军工、西军电、南京炮工学院），任务相同，领导与待遇各异。按军委的要求，1965年底3所院校全部办完手续集体转业，后来因许多工作没有做完，考虑到时间充裕些，工作会更加完整，经上级同意，1966年4月1日西军电正式转为地方建制的普通高校，更名西北电讯工程学院。军委明确规定，集体转业，领导带头，一个不动。
1988年1月，定为现名，是為西安电子科技大学。

## 院系设置
西安电子科技大学設置以下院部：
- 通信工程学院
- 电子工程学院
- 计算机科学与技术学院
- 机电工程学院
- 物理与光电工程学院
- 经济与管理学院
- 数学与统计学院
- 人文学院
- 外国语学院
- 微电子学院
- 生命科学技术学院
- 空间科学与技术学院
- 先进材料与纳米科技学院
- 网络与信息安全学院
- 人工智能学院
- 马克思主义学院
- 国际教育学院
- 网络与继续教育学院
- 广州研究院
- 杭州研究院

### 1966年院系设置
- 一系 无线工程系
  - 无线电通信专业
  - 信息论专业
- 二系 雷达导航系
  - 雷达工程专业
  - 雷达导航专业
- 三系 控制工程系
  - 弹道式导弹控制系统专业
  - 飞航式导弹控制系统专业
  - 无线电遥控遥测专业
  - 计算技术专业
- 四系 雷达工程系 
  - 防空自动化专业
  - 雷达机械结构与工艺专业
  - 雷达侦查干扰专业
- 五系 无线电物理与电子器件系，1960年增设。
  - 天线与电波传播专业
  - 微波技术专业
  - 半导体器件专业
  - 无线电元件与材料专业
  - 电真空器件专业

## 科研机构

### 国家重点实验室
- 综合业务网理论及关键技术国家重点实验室
- 雷达信号处理国家重点实验室
- 天线与微波技术国家重点实验室
- 宽带隙半导体技术国家重点实验室

### 教育部重点实验室
- 智能感知与图像理解教育部重点实验室
- 计算机网络与信息安全教育部重点实验室
- 宽禁带半导体材料与器件教育部重点实验室
- 电子装备结构设计教育部重点实验室
- 电子信息攻防对抗与仿真技术教育部重点实验室
- 超高速电路设计与电磁兼容教育部重点实验室

### 省部级重点实验室
- 无线通信重点实验室
- 计算机输入/输出重点实验室
- 电子对抗重点实验室
- 电子机械重点实验室
- 无线电物理重点实验室
- 微波通信技术重点实验室
- 软件系统工程重点实验室
- 生物医学工程重点实验室
- 电子系统集成设计技术重点实验室
- 微电路可靠性技术重点实验室
- 智能材料与传感器重点实验室
- 计算机网络与信息安全重点实验室
- 通用电子仪器及测量重点实验室
- 新型半导体材料与器件重点实验室
- 新型激光器件与光信息处理重点实验室
- 数学建模重点实验室

## 历任领导
| - 王诤（1931年2月－？，中央军委无线电学校校长） - 刘光甫（1932年1月－1934年，中央军委无线电学校校长） - 吴泽光（1935年11月－1942年3月，中央军委无线电通信学校校长） - 曾涌泉（1947年3月－？，晋冀鲁豫军区电讯工程专科学校校长） - 王诤（1948年7月－1949年5月，华北军区电讯工程专科学校校长） - 曹祥仁（1949年11月－1950年3月，中央人民政府人民革命军事委员会工程学校校长） - 李涛（1950年4月－1952年5月，中央人民政府人民革命军事委员会工程学校校长） - 周维（1952年8月－1958年4月，中国人民解放军通信工程学院、中国人民解放军军事通信工程学院、中国人民解放军通信学院院长） - 黎东汉（1960年11月－1963年4月，中国人民解放军军事电信工程学院院长） - 欧阳文（1963年7月－1964年8月，中国人民解放军军事电信工程学院院长） - 戴润生（1964年8月－？，中国人民解放军军事电信工程学院院长） - 吕白（1978年－1982年，西北电讯工程学院院长） - 杜义龙（1982年9月－1984年9月，西北电讯工程学院院长） - 保铮（1984年9月－1992年3月） - 梁昌洪（1992年4月－2002年4月） - 段宝岩（2002年4月－2012年7月） - 郑晓静（2012年7月－2017年11月） - 杨宗凯（2017年11月－2022年9月） - 张新亮（2022年9月－） | - 冯文彬（1931年2月－？，中央军委无线电学校政治委员） - 杨兰史（1932年1月至1933年3月，中央军委无线电学校政治委员） - 曾三（1933年3月－1935年10月，中央军委无线电学校政治委员） - 杨村（1948年－？，晋冀鲁豫军区电讯工程专科学校政治委员） - 曹祥仁（1949年11月－1950年3月，中央人民政府人民革命军事委员会工程学校校长兼政治委员） - 李涛（1950年4月－1952年5月，中央人民政府人民革命军事委员会工程学校校长兼政治委员） - 周维（1952年8月－1958年4月，中国人民解放军通信工程学院、中国人民解放军军事通信工程学院、中国人民解放军通信学院院长兼政治委员） - 王赤军（1958年11月－1962年，中国人民解放军军事电信工程学院政治委员） - 欧阳文（1962年8月－1963年7月，中国人民解放军军事电信工程学院政治委员） - 梁仁芥（1963年7月－1964年12月，中国人民解放军军事电信工程学院政治委员） - 张衍（1965年－1978年，中国人民解放军军事电信工程学院政治委员、西北电讯工程学院党委书记） - 朱仕朴（1965年－1978年，西北电讯工程学院党委书记） - 丁开政（1982年9月－1988年，西北电讯工程学院党委书记） - 吴海洋（1986年－1996年4月） - 涂益杰（1996年5月－2002年4月） - 李立（2002年5月－2008年6月） - 陈治亚（2008年6月－2017年1月） - 郑晓静（2017年1月－2019年2月） - 查显友（2019年2月－） |

## 知名校友

### 科技工作者
- 秦宏图：1966届无线电导航，4400高级工程师，引进日立显像管生产线关键技术人员，为中国自主生产第一台彩色电视
- 张锡祥：1958届雷达工程系，中国工程院院士，雷达对抗专家
- 包为民：1982届信息处理专业，中国科学院院士，国际宇航科学院院士，中国航天科技集团科技委主任
- 王中林：1982届应用物理专业，中国科学院外籍院士，欧洲科学院院士，佐治亚理工学院终身教授，纳米技术专家
- 武向平：1982届物理专业，中国科学院院士，中国科学院国家天文台研究员
- 杨小牛：1982届无线通信专业，中国工程院院士，信号处理技术专家
- 杨宏：1984届信息论专业，中国工程院院士，天宫一号总设计师
- 郝跃：1985届半导体物理与器件专业，中国科学院院士，国家自然科学基金委员会信息学部主任（2018年6月-）
- 杨孟飞：1986届计算机专业，中国科学院院士，国际宇航科学院终身院士，嫦娥五号总指挥、总设计师
- 崔铁军：1987届电磁场与微波技术专业，中国科学院院士，东南大学毫米波国家重点实验室副主任
- 冯登国：1993届密码学硕士，中国科学院院士，信息安全专家，信息安全国家重点实验室主任（2000年-2012年）
- 范国滨：2005届机械制造及其自动化博士，中国工程院院士，高能激光技术与工程管理专家
- 李默芳：1969届雷达专业，原中国移动通信集团公司总工程师，世界电信组织杰出贡献奖（GSM奖）获得者
- 郭英杰：1981届电磁场与微波技术专业，2013年10月当选澳大利亚技术科学与工程院院士，无线电专家
- 翟树民：1981届计算机应用专业，ACM Fellow，ACM Academy Member, 谷歌首席科学家, 阿库特－翟定律合作者, 滑行键盘发明者[11]
- 来学嘉：1981届电子工程专业，上海交通大学教授，国际数据加密算法的设计者之一
- 唐晓斌：1982届天线专业，空警2000副总设计师，中国电子科技集团电子科学研究院研究员，科学中国人2018年度人物
- 李少谦：1982届通信工程专业，电子科技大学通信与信息工程学院院长、通信抗干扰技术国家重点实验室主任
- 王江舟：1983届通信工程专业，2018年7月当选英国皇家工程科学院院士，通信工程专家
- 张锋：1983届，中国航天科工集团第三研究院科技委副主任
- 赵元富：1986届半导体物理与器件硕士,中国航天科技集团第九研究院科技委副主任
- 赵卫：1986届激光专业，中国科学院西安分院院长、中国科学院西安光学与精密机械研究所所长、瞬态光学与光子技术国家重点实验室主任
- 张荣桥：1988届电磁场与微波技术专业，中国火星探测任务总设计师
- 党蓉：1992届计算机应用专业，天舟一号、天舟二号货运飞船系统副总设计师

### 党政军领导干部

#### 中央
- 胡立教：1931年-1932年在中央军委无线电学校学习，曾任中国财政部副部长，中国人民银行行长，上海市委第二书记，中央顾问委员会委员
- 钟夫翔：1931年进入中央军委无线电学校学习，曾任中国邮电部部长，北京邮电学院首任院长
- 刘澄清：1934年4月进入中央军委无线电学校学习，原中国邮电部副部长
- 王宗金：1936年在延安中央军委三局通讯学校学习，原第四机械工业部副部长
- 刘佩智：1977届雷达专业，国家食品药品监督管理总局副局长（2013年4月-2014年6月）
- 苟仲文：1982届电子对抗专业，国家体育总局局长（2016年11月-2022年7月）
- 王志刚：1982届信息论专业，中国科技部部长（2018年3月-）
- 林念修：1984届半导体物理与器件专业，国家发展和改革委员会副主任（2014年3月-2023年5月）
- 徐晓兰：1986届计算机工程专业，工业和信息化部副部长(2021年7月-)
- 阴和俊：1989届无线电物理硕士，中国科学院副院长（2020年11月-）

#### 地方
- 景俊海：1982届物理师资班，吉林省委书记（2020年11月-）
- 管爱国：1982届无线电通信专业，昆山市委书记（2011年6月-2014年12月）
- 李明远：1991届通信与电子系统硕士，西安市市长（2019年2月-2023年4月）

#### 军队
- 江文：1932年进入中央军委无线电学校学习，中国人民解放军总参谋部通信部部长（1975年9月—1981年6月），1955年被授予少将军衔
- 彭钢：1965届计算机专业，少将军衔，彭德怀侄女，曾任中央军委纪委副书记，中国人民解放军总政治部纪律检查部部长（1993年7月—1998年12月）
- 刘明山：1966届，少将军衔，酒泉卫星发射中心司令员（1998年—2002年）
- 郭桂蓉：1959届雷达工程系，中将军衔，中国工程院院士，自动目标识别国防科技重点实验室创建人，国防科学技术大学校长（1994年2月-1996年7月）
- 巨生：1978级，上将军衔，中国人民解放军战略支援部队司令员（2021年6月-）
- 于全：1988届电磁场工程硕士，中国工程院院士，中国人民解放军军事科学院研究员，军事通信专家
- 黎湘：1989届本科，少将军衔，雷达目标识别领域专家，中国科学院院士，国防科学技术大学校长（2019年12月-）
- 姚富强：1990届通信与电子系统硕士，少将军衔，中国工程院院士，中国人民解放军国防科技大学研究员，无线通信抗干扰技术专家
- 王永良：1990届电磁场与微波技术硕士，少将军衔，中国科学院院士，中国人民解放军空军预警学院教授，雷达技术专家

#### 国有企业
- 李长印：1976届计算机专业，中国船舶重工集团党组书记、总经理(2001年11月-2015年3月)
- 熊群力：1982届微波天线专业，中国电子科技集团董事长（2015年2月-2020年5月）
- 左群声：1982届电子对抗专业，中国电子科技集团副总经理
- 杨军：1984届计算机专业，中国电子科技集团副总经理（2018年1月-）
- 陈山枝：1991届，中国信息通信科技集团有限公司副总经理、专家委主任（2018年1月-）

#### 高校
- 谢玲：1960级，南京邮电大学校长（1989年6月-2006年6月）
- 古天龙：1987届硕士，桂林电子科技大学校长（2013年11月-2018年8月）
- 保铮：1953届雷达系，中国科学院院士，西安电子科技大学校长 (1984年9月-1992年3月)
- 王越：1956届雷达工程系，中国科学院院士，中国工程院院士，北京理工大学校长（1993年2月-1999年7月）
- 谢维信：1965届，深圳大学校长(1996年8月-2005年1月)
- 段宝岩：1981届无线电设备结构设计与工艺专业，中国工程院院士，西安电子科技大学校长（2002年4月-2012年6月）
- 张尧学：1982届雷达专业，中国工程院院士，中南大学校长（2011年10月-2017年5月）
- 骆清铭：1986届红外技术专业，中国科学院院士，海南大学校长（2018年9月-）
- 高新波：1994届电子工程专业，重庆邮电大学校长（2020年5月-）

### 企业界
- 柳传志：1967届雷达导航系，联想集团创始人
- 曾李青：1993届通信专业，腾讯公司创始人之一
- 郭德英：1985届通信工程系，酷派集团创始人
- 何刚：1995届电子工程学院，华为终端手机产品线总裁
- 鲁勇：1998届，华为中国区总裁
- 张楠: 2008届，字节跳动飞书总裁[12]

### 其他知名人士
- 林晓霖：林彪长女，1960年-1961年就读于中国人民解放军军事电信工程学院
- 杨元惺：1961级，摄影师，原国务院副总理刘延东配偶，2010年当选中国艺术摄影学会主席
- 凌力：1965届无线电控制专业，中国作家，其创作的长篇历史小说少年天子获得第三届茅盾文学奖

## 爭議
2016年5月3日，陕西省纪委通报称，时任西安电子科技大学校党委常委、副校长的陈勇和张培营因涉嫌严重违纪，正在接受组织调查。10月21日，陕西省纪委依据《中国共产党纪律处分条例》开除两人党籍，并将其涉嫌犯罪问题及线索移送司法机关。2018年1月4日，西安市中级法院一审以受贿罪分别判处陈勇有期徒刑11年，并处罚金60万元人民币；判处张培营有期徒刑5年，并处罚金30万元人民币。
2019年5月8日，陕西省教育厅发布关于民办高校、独立学院2018年度检查结果的通报，西安电子科技大学长安学院年检不合格，这也是连续第七年该校年检不合格。后据陕西省教育厅消息，该校已停止办学。
2022年4月4日，该校官方微信公众号发表的一篇名为《1+1＞2！这对西电学霸CP一“研”为定！》的文章，内容提及该校网络与信息安全学院2018级学生郑晓晶在本科期间，获得过国家励志奖学金等奖项，并已保送至上海交大直博。文章发布后，有网友找到疑似郑晓晶本人的新浪微博账号“一颗甜荔枝 er”，该账户经常上传一些高档美食、本人乘坐飞机或在景点打卡的照片，在部分图片背景中还可以看到SK-II、大红瓶面霜等价格不菲的护肤品。其中最引起争议的是于2021年7月9日在图书馆所拍摄的照片，在照片中可以看见当事人身穿的一款带有Prada标志的黑色吊带连衣裙，在电商平台上的售价为人民币16,700元。根据该校在其官网于2020年发布的《西安电子科技大学国家励志奖学金评定办法》，“国家励志奖学金”的申请人必须是家庭经济困难的学生。2022年4月11日，记者发现新浪微博账号“一颗甜荔枝 er”已清空了所有内容，但相关资料上仍显示其学校为西安电子科技大学。同日下午，记者向校方查询的时候，工作人员回应称「郑晓晶同学家庭经济困难的认定是不存在问题的」，但至今没有再进一步说明。
2022年5月22日，有網友發帖指控该校计算机科学与技术学院的两名学生雷某某、卢某某雇用枪手代做毕业设计，在收到成品之后，利用閒魚平台“不支持代码类商品交易”的规定勒索对方金钱。5月23日，校方决定暂停两名同学的毕业设计答辩工作。5月30日，校方在其官方新浪微博公布处罚决定，给予两名学生留校察看一年处分，期间不得申请学位，另外取消卢某某研究生推免资格。